# Christian Adolph Klotz
Pour les articles homonymes, voir Klotz.

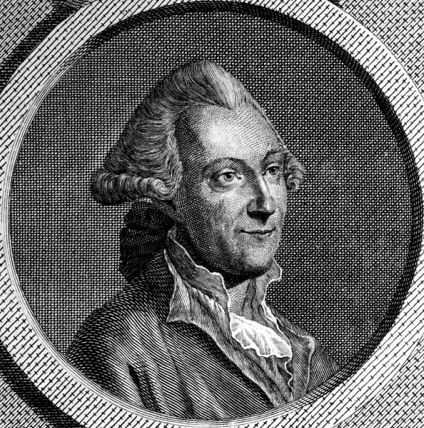
Le professeur Klotz.

Christian Adolph Klotz (13 novembre 1738 à Bischofswerda, Lusace – mort le 31 décembre 1771 à Halle) est un philologue et polémiste allemand. Son œuvre s'inscrit dans la transition littéraire et philosophique entre les Lumières et l'ère du Sturm und Drang.

## Éducation
Klotz, fils d'un pasteur de Lusace, fréquente le lycée Sainte-Afra de Meissen puis le lycée de Görlitz. De 1758 à 1760, il étudie la littérature classique à l'université de Leipzig et publie dès ce moment ses premiers essais de philologie. Poursuivant ses études à l'Université d'Iéna, il attaque dans différents libelles Pieter Burmann le Jeune. Promu docteur, il est admis à donner des conférences sur Horace à l'université d'Iéna.

## Carrière académique
En 1762, il est recruté comme professeur associé et en 1763, obtient la chaire de philologie de l'Université de Göttingen ; mais dès 1765, Klotz opte pour la chaire de philosophie et d'éloquence de Halle. Il s'y rend très populaire par ses essais littéraires et exerce par là une influence grandissante sur le goût et la pensée de ses contemporains. Il compte parmi ses admirateurs le poète Johann Georg Jacobi. Klotz publie dans plusieurs journaux littéraires, entre autres les Acta Litteraria, et fait connaître à ses étudiants la poésie italienne, particulièrement celle du Tasse. En désaccord sur le programme, il met un terme à sa collaboration au projet de l’Allgemeine Bibliothek.
En 1766, Klotz est nommé conseiller aulique après avoir refusé une offre de la cour de Varsovie. En 1769 il obtient pour Karl Friedrich Bahrdt la chaire d'antiquités biblique à la faculté de philosophie d'Erfurt. Bahrdt, tout comme Klotz, est originaire de Bischofswerda, et il a été démis deux ans plus tôt de ses fonctions par suite de scandales dans sa conduite privée.
Doué d'un style agréable en latin comme en allemand, Klotz peut traiter avec un égal bonheur une large palette de sujets, mais il est parfois critiqué pour son manque d'originalité et sa superficialité, et Herder ou le poète Lessing l'égratignent plus d'une fois. Ce dernier répond vivement dans ses Briefe antiquarischen Inhalts (1768–69) aux attaques que Klotz (publiées dans Ueber den Nutzen und Gebrauch der alten geschnittenen Steine, 1768) a lancées contre son Laocoon.

## Œuvres
Klotz se fait une réputation d'érudit avec son recueil de poèmes en latin (Opuscula poetica, 1766), son édition des œuvres de Tyrtée (1764), et quelques essais de rhétorique latine : Opuscula varii argumenti (1766), Opuscula philologica et oratoria (1772). Ses critiques contre divers auteurs paraissent dans les Acta Literaria et la Deutsche Bibliothek der schönen Wissenschaften (1767–72), dont il était le rédacteur, au même titre que les Neue Hallischen gelehrten Zeitungen. Il a publié trois satires : Genius Saeculi (1760), Mores Eruditorum et Opuscula Latina (1760). Enfin, il compose  Vindiciae Horatianae (1764), Lectiones Venusinae (1771), et donne une édition de l'art poétique de Marco Girolamo Vida (1776).